# Atractus indistinctus
Atractus indistinctus — вид змій родини полозових (Colubridae). Ендемік Колумбії.

## Поширення і екологія
Atractus indistinctus відомі з типової місцевості, розташованої в Східному хребті Колумбійських Анд, в муніципалітеті Оканья в департаменті Норте-де-Сантандер. Вони живуть в тропічних лісах. Ведуть напівриючий спосіб життя.